# Balkenspiralgalaxie

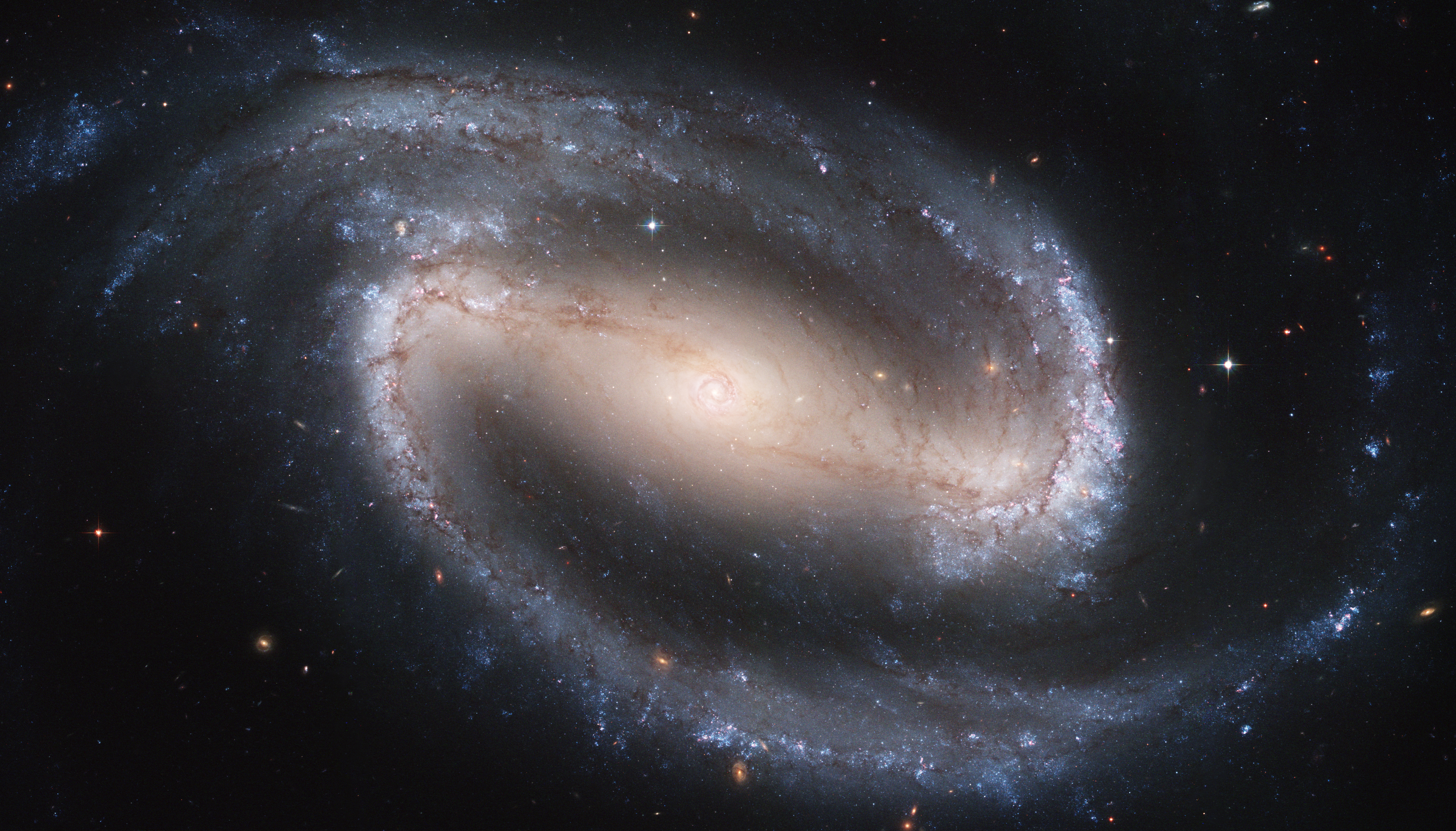
NGC 1300 fast von oben gesehen (Typ SBbc). Bild des Hubble-Weltraumteleskops

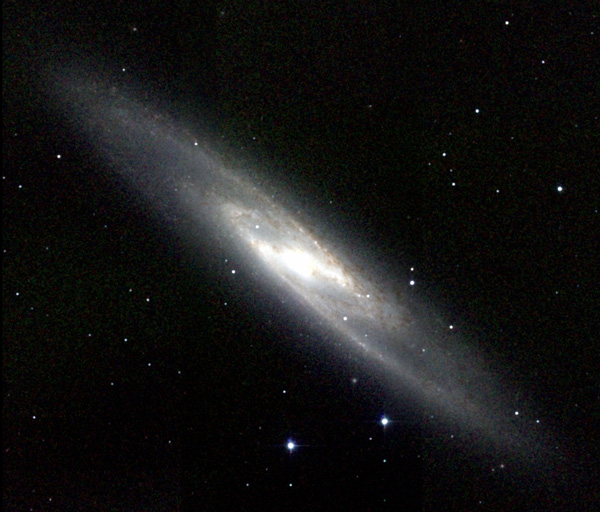
NGC 253, eine Balkenspiralgalaxie mit besonders aktiven Gebieten der Sternentstehung (Typ SBb).

Eine Balkenspiralgalaxie, oder kurz Balkengalaxie genannt, ist eine Spiralgalaxie mit einem mehr oder weniger geraden Band von hellen Sternen. Dieser „Balken“ reicht vom Zentrum der Galaxie bis in unterschiedliche Entfernungen, in einigen Fällen bis fast an den Rand. Die Spiralarme gehen von den Enden des Balkens aus.
Edwin Hubble stufte diese Arten der Spiralgalaxien als „SB“ (englisch „Spiral Barred“) ein und unterteilte sie nach der Ausprägung des Balkens und der Spiralarme in drei Unterkategorien:
- SBa-Galaxien haben einen großen balkenförmigen Kern, die Spiralarme sind fast ringförmig geschlossen.
- SBb-Galaxien besitzen stärker betonte Arme und einen schwächeren Kern.
- SBc-Galaxien haben S-förmige Arme, die nur leicht gekrümmt sind. Statt eines Kerns besitzen sie nur eine zentrale Verdickung.

Später wurde eine vierte Kategorie hinzugefügt:
- SBm-Galaxien sind Zwerg-Balkenspiralgalaxien. Auch die Große Magellansche Wolke gehört nach neueren Erkenntnissen wahrscheinlich zu dieser Gruppe.

Balkenspiralgalaxien sind verhältnismäßig häufig. Untersuchungen zeigen, dass bis zu zwei Drittel aller Spiralgalaxien eine Balkenstruktur aufweisen. Die Milchstraße galt ebenfalls als Balkenspiralgalaxie, bis Teleskop Gaia neue Daten sendete, die darauf hindeuten, dass die Milchstraße ein Flocculent-Spiral-Muster hat.
Der Bereich des Balkens stellt ein aktives Sternentstehungsgebiet dar. Dabei fließt Gas, aus dem sich die Sterne bilden, von den Spiralarmen in Richtung Zentrum der Galaxie.
Die Balkenstruktur ist das Ergebnis einer Dichtewelle, die sich radial vom Zentrum der Galaxie ausbreitet und die Umlaufbahnen der inneren Sterne beeinflusst.

Möglicherweise bildet sich die Struktur aber auch infolge gegenseitiger gravitativer Störungen von Galaxien aus.
Es wird angenommen, dass Balkenspiralen nur ein vorübergehendes Stadium in der Entwicklung von Galaxien darstellen. Die Balkenspiralen formen sich im Laufe der Zeit zu „regulären“ Spiralgalaxien aus.

## Videos
- Wie entstehen Balkengalaxien? Aus der Fernseh-Sendereihe alpha-Centauri 2022 (ca. 14 Minuten).